# Anarta (vlinder)
Anarta is een geslacht van vlinders uit de familie van de uilen (Noctuidae).
De typesoort van het geslacht is Phalaena myrtilli Linnaeus, 1761.

## Soorten
- A. actinobola (Eversmann, 1837)
- A. carbonaria Christoph, 1893
- A. colletti (Sparre-Schneider, 1876)
- A. cordigera Thunberg, 1788
- A. deserticola (Hampson, 1905)
- A. dianthi (Tauscher, 1809)
- A. endemica Hacker & Saldaitis, 2010
- A. etacta J.B. Smith, 1900
- A. farnhami (Grote, 1873)
- A. fasciata Chen, 1982
- A. gredosi (de Laever, 1977)
- A. halolimna (Gyulai & Varga, 1998)
- A. hoplites (Staudinger, 1901)
- A. inperspicua (Hacker, 1998)
- A. insolita (Staudinger, 1889)
- A. koizumidakeana Matsumura, 1927
- A. luteola Grote & Robinson, 1865
- A. macrostigma Lafontaine & Mikkola, 1987
- A. magna Barnes & Benjamin, 1924
- A. mausi Püngeler, 1904
- A. melanopa (Thunberg, 1791)
- A. melaxantha Kollar, 1849
- A. mendax (Staudinger, 1879)
- A. militzae Kozhanchikov, 1947
- A. mimuli Behr, 1885
- A. myrtilli (Linnaeus, 1761) - Roodbont heide-uiltje
- A. nigrolunata Packard, 1867	 (ook wel geplaatst in het geslacht Hadula)
- A. odontites (Boisduval, 1829)
- A. perpusilla Boisduval, 1829
- A. pugnax (Hübner, 1824)
- A. sabulorum (Alpheraky, 1892)
- A. sierrae Barnes & McDunnough, 1916
- A. sodae (Rambur, 1829)
- A. stigmosa (Christoph, 1887)
- A. trifolii (Hufnagel, 1766) - Spurrie-uil
- A. trisema Mabille, 1885
- A. zemblica Hampson, 1903